# Kindersley
Kindersley es un pueblo canadiense situado en la provincia de Saskatchewan.

## Superficie
Kindersley tiene una superficie de 12,91 km².

## Demografía
En 2021, tenía 4567 habitantes, una densidad poblacional de 353,7 hab./km², y 2081 viviendas.